# Livške Ravne
Livške Ravne – wieś w Słowenii, w gminie Kobarid. W 2018 roku liczyła 13 mieszkańców.